# 有明親王
有明親王（ありあきらしんのう）は、平安時代前期から中期にかけての皇族。醍醐天皇の第七皇子。官位は三品・兵部卿。

## 経歴
醍醐朝の延喜11年（911年）式明親王・敏子内親王・雅子内親王・普子内親王とともに親王宣下。延喜21年（921年）重明親王・常明親王・式明親王とともに清涼殿で元服した。加冠は右近衛大将・藤原定方で、理髪は右近衛中将・藤原公頼であった。
朱雀朝から村上朝初期にかけて10年以上に亘って常陸太守を務め、のち大宰帥・兵部卿を歴任した。この間の天徳3年（959年）8月1日に帯剣を聴されている。
応和元年（961年）閏3月27日薨去。享年52。最終官位は兵部卿三品。

## 官歴
- 延喜11年（911年） 11月28日：親王宣下[2]
- 延喜21年（921年） 11月24日：元服[2]
- 承平4年（934年） 3月24日：見常陸太守[3]
- 天慶7年（944年） 5月5日：見四品[4]
- 天慶9年（946年） 10月28日：見常陸太守[5]
- 天暦4年（950年）5月24日：見大宰帥[4]
- 天徳3年（959年）4月8日：見兵部卿?[6]。8月1日：聴帯剣[2]
- 応和元年（961年）閏3月27日：薨去（兵部卿三品）[2]

## 系譜
- 父：醍醐天皇
- 母：源和子（光孝天皇の皇女）
- 妻：藤原暁子（藤原仲平の娘）
  - 男子：源忠清（943-988）
  - 男子：源正清（931-?）
  - 男子：源泰清（936-999）
  - 男子：源守清（?-992）
- 生母不詳の子女
  - 男子：明救（946-1020）
  - 女子：能子女王（?-994） - 藤原兼通室（別名は昭子ともいわれ、元平親王（陽成天皇の皇子）の娘とする説もある）
  - 女子：馨子女王
  - 女子：藤原公季室